# Pié Rouge
Le pié Rouge est un sommet d'origine volcanique culminant à 678 m d'altitude dans le département français de la Haute-Loire.

## Toponymie
Il est plausible que l'emploi du terme pié soit issu d'une déformation locale du toponyme puy.

## Géographie

### Situation
Le pié Rouge est situé dans le Massif central, sur la commune de Blassac, en rive gauche de l'Allier.
Il se compose de milieux ouverts au sommet, de zones rocheuses et de pentes boisées.

### Géologie
Le sous-sol est composé de gneiss leptyniques, associés à un tuf ocre stratifié, résultant de fines projections volcaniques.

## Activités
La montagne est répertoriée dans la ZNIEFF de type 1 « Pié Rouge ». De plus, elle est également répertoriée dans la ZNIEFF de type 2 « Haute vallée de l'Allier » et dans le site Natura 2000 « Haut Val d'Allier ».